# Тед Лигети
Теодор Шарп „Тед“ Лигети (на английски: Ted Ligetz) е американски състезател по ски алпийски дисциплини, олимпийски шампион в суперкомбинацията от Олимпиадата в Торино през 2006 г., четирикратен световен шампион от 2009, 2011 и 2013 г. в дисциплините гигантски слалом (2 титли) супер-гигантски слалом и суперкомбинация и четирикратен победител в крайното класиране за Световната купа в гигантския слалом. Състезава се във всички дисциплини от алпийските ски. Има 18 победи за Световната купа. През сезон 2012/13 постига шест победи в състезания в дисциплината гигантски слалом за Световната купа, изравнявайки рекорд на Ингемар Стенмарк. Печелейки три златни медала от световното първенство в Земеринг през 2013 г. го прави първият мъж, постигнал това след Жан-Клод Кили през 1968 г.

## Биография
Тед Лигети е роден на 31 август 1984 г. в Солт Лейк Сити, Юта, САЩ. Започва да се участва в състезания по алпийски ски на 11-годишна възраст. Дебютира за Световната купа на 22 ноември 2003 г. в Парк Сити, Юта. През 2004 г. печели сребърен медал от световното първенство за младежи, а след като завършва на 23-то място в слалома в Крайнска гора, Словения, на 29 февруари 2004 г. е взет в националния отбор.
През сезон 2004/05 участва в девет състезания, всичките в слалома. Най-доброто му класиране е десето място. Завършва 24-ти в крайното класиране в слалома за сезона. На 3 февруари завършва 12-и в комбинацията на световното първенство в Бормио. На същото първенство отпада в слалома.
През следващия, олимпийски, сезон участва във всички дисциплини и печели първата си победа – в гигантския слалом в Йонгпьонг (Yongpyong, 용평리조트), Южна Корея. Класира се и веднъж втори и два пъти трети в слаломи. Завършва сезона на 9-о място в генералното класиране за Световната купа, четвърти в слалома, 12-и в гигантския слалом и 13-и в суперкомбинацията. На олимпийските игри в Торино печели златен медал в комбинацията.